# لیشمانیا دونووانی
لیشمانیا دونووانی یکی از گونه‌های مهم جنس لیشمانیا است که باعث بیماری لیشمانیازیز احشایی می‌شود. ژنوم ل.دونووانی در جنوب شرقی نپال استخراج و در سال ۲۰۱۱ منتشر گردید.